# Junquera de Tera
Junquera de Tera es una localidad española del municipio de Vega de Tera, en la provincia de Zamora, y la comunidad autónoma de Castilla y León.

## Ubicación
Se encuentra situado en la zona norte de la provincia de Zamora, a 40 km de Benavente.

## Geología
Pertenece a la comarca de Benavente y Los Valles, siendo el último pueblo hacia el oeste que responde a las características geográficas de esta comarca. Desde el llamado alto del Cristo (a unos 3 km de Junquera dirección oeste) cambia la orografía, la calidad de la tierra y, con ello, el clima y las costumbres, empezando así la comarca de La Carballeda. Junquera es la frontera natural donde el adobe deja de ser el elemento constructivo principal para dar paso a la piedra. Es también, junto con Milla de Tera, el último pueblo de la carretera Benavente-Orense que cultiva la vid y tiene las típicas bodegas de barro.

## Historia
En la Edad Media, el territorio en el que se asienta la localidad quedó integrado en el Reino de León, cuyos monarcas habrían emprendido la fundación del pueblo.
Posteriormente, en la Edad Moderna, Junquera de Tera fue una de las localidades que se integraron en la provincia de las Tierras del Conde de Benavente y dentro de esta en la receptoría de Benavente.
No obstante, al reestructurarse las provincias y crearse las actuales en 1833, la localidad pasó a formar parte de la provincia de Zamora, dentro de la Región Leonesa, quedando integrada en 1834 en el partido judicial de Benavente.

## Fiestas
La localidad de Junquera celebra sus fiestas patronales el 20 de enero, realizando otra fiesta el 19 de junio.